# Robert Hale Merriman
Robert Hale Merriman (Eureka, California, 17 de noviembre de 1908 - Gandesa, 2 de abril de 1938) fue un profesor y economista estadounidense de la Universidad de California que se convirtió en el estadounidense de mayor graduación de los que participaron en la guerra civil española. Fue comandante del Batallón Lincoln de la XV Brigada Internacional durante la guerra, en la que llegó a ocupar el cargo de jefe de Estado Mayor.

## Biografía
Era originario del estado de California. Tras estudiar en la universidad de su Estado, obtuvo una beca para la Universidad de California en Berkeley, donde se graduó en Economía. Viajó con una beca a Moscú, donde conoció a Louis Fischer y desde allí marchó hacia España y entró por Valencia, donde llegó principios del año 1937. Se incorporó a las Brigadas Internacionales en Albacete, donde sustituyó al comandante del recién formado Batallón Lincoln. Dados sus conocimientos militares adquiridos en el ROTC (Reserve Officers' Training Corps, o Cuerpo de Entrenamiento de Oficiales en la Reserva), fue puesto a cargo del entrenamiento de una fuerza de 428 voluntarios internacionales. Dirigió las acciones de la unidad en la batalla del Jarama, donde los norteamericanos lograron frenar la ofensiva de los militares sublevados a pesar de sufrir un elevado número de bajas.
 

En el mes de julio participa en la Ofensiva de Brunete junto con el Batallón Británico, y el batallón estadounidense Batallón George Washington (al mando del afroamericano Oliver Law); Con todas estas unidades formaron un Grupo de combate de la XV Brigada Internacional. De los 2.500 hombres de la XV Brigada que fueron a la batalla, sólo 1000 soldados sobrevivieron. En la Batalla de Belchite, donde fue gravemente herido, pasó a ser Jefe del Estado Mayor de la XV Brigada, interviniendo meses después en la Batalla de Teruel.

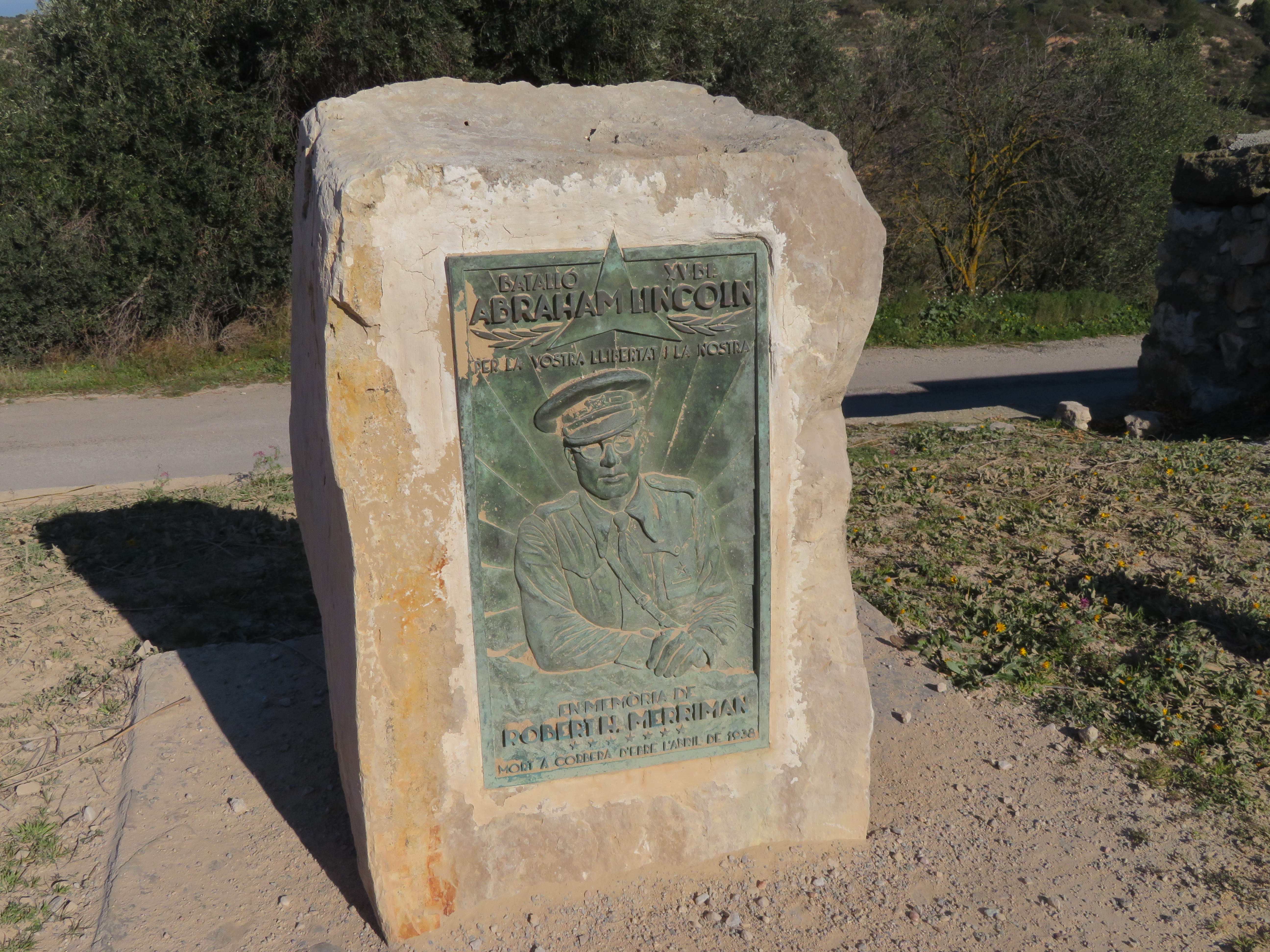
Corbera de Ebro, monolito homenaje a Robert Hale Merriman (1908-1938). Obra de la escultora Mar Hernández Pongiluppi

Durante décadas se consideró que Merriman había sido hecho prisionero por las tropas franquistas y fusilado. Otras versiones sostenían que murió en la retirada de Belchite en marzo de 1938, durante la Ofensiva franquista de Aragón. Sin embargo, el testimonio de un antiguo miembro la de Brigada, Fausto Villar, ha hecho considerar a los historiadores la posibilidad de que muriera en el repliegue de la unidad hacia Gandesa el día 2 de abril de 1938, junto con el teniente Edgar James Cody, durante la retirada de Aragón, cuando quedaron colapsados en una zona de viñedo, aunque sus cuerpos nunca fueron recuperados. La figura de Robert Jordan en la obra de Ernest Hemingway, Por quién doblan las campanas, y que interpretó en el cine Gary Cooper, se considera basada en su figura.
Desde el 7 de abril de 2018 un relieve obra de la escultora Mar Hernández Pongiluppi (Barcelona, 1984) situado en el Pueblo viejo de Corbera de Ebro le recuerda a él y al batallón A. Lincoln.